# ザ・D4
ザ・D4（ザ・ディーフォー、英: The D4）は、ニュージーランドのロックバンド。1997年に結成され、2006年に解散。

## メンバー
- ジミー（英: Jimmy Christmas）：ボーカル、ギター
- ディオン（英: Dion Palmer）：ボーカル、ギター
解散後、ニューヨークのシューゲイザー・ノイズロックバンド、ア・プレイス・トゥ・ベリー・ストレンジャーズに加入し、ベースを担当[6]。
- ヴォーン（英: Vaughn Williams）：ベース
- ビーバー（英: Beaver Pooley）：ドラムス

## 来歴
1997年、幼い頃から顔見知りであったディオンとジミーを中心にオークランドで結成。以降、オークランドを中心にライブ活動を行い、1999年にニュージーランドのレーベル「フライング・ナン・レコード」からEP『The D4』でデビュー。2000年に2名のメンバーが脱退し、ベースのヴォーンとドラムのビーバーが加入。同年に自費でツアーを開催し、ギターウルフのニュージーランドツアーに前座バンドとして出演。これをきっかけに同年7月から8月にかけて日本の東京と横浜でギターウルフ等のバンドの前座を務め、初の海外公演を行う。
2001年、デビューアルバム『シックス・トゥエンティ』をニュージーランド、オーストラリアで発売。同アルバムでは親交のあるギターウルフの楽曲「インベーダーエース」がカバーされている。2002年1月にビッグ・デイ・アウト、3月にサウス・バイ・サウスウエストに出演。その後、グラストンベリー・フェスティバル、レディング・フェスティバル、リーズ・フェスティバルに出演し、ヨーロッパ、アメリカツアーを行う。ヨーロッパツアー中にクリエイション・レコーズの設立者であるアラン・マッギーの目に留まり、2002年にイギリスのインフェクシャスレコードからデビュー。
2003年にはアメリカのハリウッド・レコードと契約し、『シックス・トゥエンティ』を発売。また、約4ヶ月に渡りアメリカ、カナダでツアーを行い、前年に引き続きサウス・バイ・サウスウエストに出演。同年4月には『シックス・トゥエンティ』の日本盤をソニー・ミュージックエンタテインメントから発売し、5月に2度目の日本ツアーを行う。日本では音楽番組「FACTORY」（フジテレビ）にも出演し、7月25日にはフジロックフェスティバルに出演。
2005年3月、アルバム『アウト・オブ・マイ・ヘッド』を発売。同作品は一発録りで録音され、10日間で録音を終えた。日本語詞の楽曲「酒ボム」が収録されており、歌詞の翻訳は日本人の友人が手掛けた。同年4月2日、SHIBUYA-AXで開催されたイベント「BANDSTAND vol.2」に出演。2006年に解散。

## ディスコグラフィ

### EP
- The D4（1999年9月、フライング・ナン・レコード）